# Éliminatoires de la Coupe du monde de football 2018
Navigation
Éliminatoires de la Coupe du monde 2014 Éliminatoires de la Coupe du monde 2022
Les qualifications pour la Coupe du monde 2018  de football mettent aux prises 210 équipes nationales afin de désigner 31 des 32 formations qui disputeront la phase finale.
Les 31 places seront attribuées aux 6 confédérations de la FIFA. Voici le nombre des équipes inscrites et qualifiées par confédération :
- AFC (Asie) - 46 équipes - 4 ou 5 qualifiés
- CAF (Afrique) - 54 équipes - 5 qualifiés
- CONCACAF (Amérique du Nord, Amérique centrale et Caraïbes) - 35 équipes - 3 ou 4 qualifiés
- CONMEBOL (Amérique du Sud) - 10 équipes - 4 ou 5 qualifiés
- OFC (Océanie) - 11 équipes - 0 ou 1 qualifié
- UEFA (Europe) - 54 équipes (sans la Russie) - 13 qualifiés (en plus de la Russie)

## Les 32 qualifiés

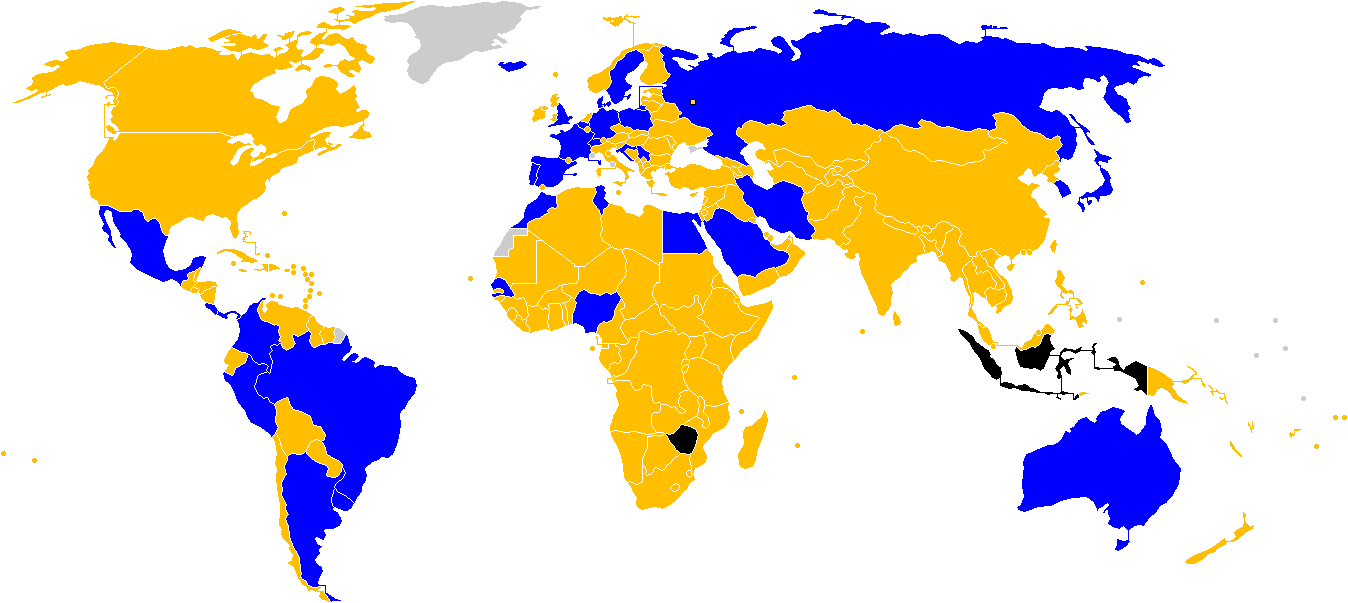
En bleu, le pays hôte russe (avec un marqueur sur sa capitale, lieu de la finale) et les pays qualifiés ; en jaune, les pays ayant échoué à se qualifier ; en noir, les pays disqualifiés ; en gris, les pays non membres de la FIFA.

Les matches éliminatoires se terminent en 2017. Les qualifiés sont issus de mini-championnats continentaux ou de barrages. Seule l'équipe de Russie est qualifiée d'office en tant que nation organisatrice, ce qui n'est plus le cas pour l'équipe tenante du titre depuis l'édition de 2006.
| Équipe          | Parcours                                              | Date de qualification | Phase finale             | Participations consécutives | Dernière participation | Meilleure performance passée                   | Coupe du monde de 2014 |
| --------------- | ----------------------------------------------------- | --------------------- | ------------------------ | --------------------------- | ---------------------- | ---------------------------------------------- | ---------------------- |
| Russie          | Qualifiée d'office en tant que pays organisateur      | 2 décembre 2010       | 4e(+ URSS : 11e)         | 2                           | 2014                   | 1er tour (1994, 2002 et 2014) (URSS, 4e, 1966) | 1er tour               |
| Brésil          | 1er de la zone Amérique du Sud                        | 28 mars 2017          | 21e                      | 21                          | 2014                   | Vainqueur (1958, 1962, 1970, 1994, 2002)       | Demi-finale 4e         |
| Iran            | 1er du Groupe A de la zone Asie                       | 12 juin 2017          | 5e                       | 2                           | 2014                   | 1er tour (1978, 1998, 2006, 2014)              | 1er tour               |
| Japon           | 1er du Groupe B de la zone Asie                       | 31 août 2017          | 6e                       | 6                           | 2014                   | Huitième de finale (2002, 2010)                | 1er tour               |
| Mexique         | 1er de la zone Amérique du Nord, centrale et Caraïbes | 1er septembre 2017    | 16e                      | 7                           | 2014                   | Quart de finale (1970, 1986)                   | Huitième de finale     |
| Belgique        | 1er du Groupe H de la zone Europe                     | 3 septembre 2017      | 13e                      | 2                           | 2014                   | 4e (1986)                                      | Quart de finale        |
| Arabie saoudite | 2e du Groupe B de la zone Asie                        | 5 septembre 2017      | 5e                       | 1                           | 2006                   | Huitième de finale (1994)                      | Non qualifié           |
| Corée du Sud    | 2e du Groupe A de la zone Asie                        | 5 septembre 2017      | 10e                      | 9                           | 2014                   | 4e (2002)                                      | 1er tour               |
| Allemagne       | 1er du Groupe C de la zone Europe                     | 5 octobre 2017        | 19e                      | 17                          | 2014                   | Vainqueur (1954, 1974, 1990, 2014)             | Vainqueur              |
| Angleterre      | 1er du Groupe F de la zone Europe                     | 5 octobre 2017        | 15e                      | 6                           | 2014                   | Vainqueur (1966)                               | 1er tour               |
| Espagne         | 1er du Groupe G de la zone Europe                     | 6 octobre 2017        | 15e                      | 11                          | 2014                   | Vainqueur (2010)                               | 1er tour               |
| Nigeria         | 1er du Groupe B de la zone Afrique                    | 7 octobre 2017        | 6e                       | 5                           | 2014                   | Huitième de finale (1994, 1998, 2014)          | Huitième de finale     |
| Costa Rica      | 2e de la zone Amérique du Nord, centrale et Caraïbes  | 7 octobre 2017        | 5e                       | 2                           | 2014                   | Quart de finale (2014)                         | Quart de finale        |
| Égypte          | 1er du Groupe E de la zone Afrique                    | 8 octobre 2017        | 3e                       | 1                           | 1990                   | 1er tour (1934, 1990)                          | Non qualifié           |
| Pologne         | 1er du Groupe E de la zone Europe                     | 8 octobre 2017        | 8e                       | 1                           | 2006                   | 3e (1974, 1982)                                | Non qualifié           |
| Islande         | 1er du Groupe I de la zone Europe                     | 9 octobre 2017        | 1re                      | 1                           | -                      | Éliminatoires : barrages (2014)                | Non qualifié           |
| Serbie          | 1er du Groupe D de la zone Europe                     | 9 octobre 2017        | 2e (+ Yougoslavie : 12e) | 1                           | 2010                   | 1er tour (2010) (Yougoslavie : 4e 1930, 1962)  | Non qualifié           |
| Uruguay         | 2e de la zone Amérique du Sud                         | 10 octobre 2017       | 13e                      | 3                           | 2014                   | Vainqueur (1930, 1950)                         | Huitième de finale     |
| Portugal        | 1er du Groupe B de la zone Europe                     | 10 octobre 2017       | 7e                       | 5                           | 2014                   | 3e (1966)                                      | 1er tour               |
| France          | 1er du Groupe A de la zone Europe                     | 10 octobre 2017       | 15e                      | 6                           | 2014                   | Vainqueur (1998)                               | Quart de finale        |
| Argentine       | 3e de la zone Amérique du Sud                         | 10 octobre 2017       | 17e                      | 12                          | 2014                   | Vainqueur (1978, 1986)                         | Finale                 |
| Panama          | 3e de la zone Amérique du Nord, centrale et Caraïbes  | 10 octobre 2017       | 1re                      | 1                           | -                      | Éliminatoires : tour final (5e en 2014)        | Non qualifié           |
| Colombie        | 4e de la zone Amérique du Sud                         | 10 octobre 2017       | 6e                       | 2                           | 2014                   | Quart de finale (2014)                         | Quart de finale        |
| Sénégal         | 1er du Groupe D de la zone Afrique                    | 10 novembre 2017      | 2e                       | 1                           | 2002                   | Quart de finale (2002)                         | Non qualifié           |
| Maroc           | 1er du Groupe C de la zone Afrique                    | 11 novembre 2017      | 5e                       | 1                           | 1998                   | Huitième de finale (1986)                      | Non qualifié           |
| Tunisie         | 1er du Groupe A de la zone Afrique                    | 11 novembre 2017      | 5e                       | 1                           | 2006                   | 1er tour (1978, 1998, 2002, 2006)              | Non qualifié           |
| Croatie         | Qualifiée via les barrages de la zone Europe          | 12 novembre 2017      | 5e                       | 2                           | 2014                   | 3e (1998)                                      | 1er tour               |
| Suisse          | Qualifiée via les barrages de la zone Europe          | 12 novembre 2017      | 11e                      | 4                           | 2014                   | Quart de finale (1934, 1938, 1954)             | Huitième de finale     |
| Suède           | Qualifiée via les barrages de la zone Europe          | 13 novembre 2017      | 12e                      | 1                           | 2006                   | Finaliste (1958)                               | Non qualifié           |
| Danemark        | Qualifié via les barrages de la zone Europe           | 14 novembre 2017      | 5e                       | 1                           | 2010                   | Quart de finale (1998)                         | Non qualifié           |
| Australie       | Qualifiée via les barrages intercontinentaux          | 15 novembre 2017      | 5e                       | 4                           | 2014                   | Huitième de finale (2006)                      | 1er tour               |
| Pérou           | Qualifié via les barrages intercontinentaux           | 15 novembre 2017      | 5e                       | 1                           | 1982                   | Quart de finale (1970)                         | Non qualifié           |

Non-qualifiés de l'édition 2014 :
- Pays-Bas Demi-finale (3e)
- Chili Huitième de finale
- Grèce Huitième de finale
- Algérie Huitième de finale
- États-Unis Huitième de finale
- Équateur 1er tour
- Bosnie-Herzégovine 1er tour
- Côte d'Ivoire 1er tour
- Italie 1er tour
- Ghana 1er tour
- Honduras 1er tour
- Cameroun 1er tour

## Format des qualifications
|                                             | Confédération                               | Continent                                                 | Engagés | Places | Équipes qualifiées |
| ------------------------------------------- | ------------------------------------------- | --------------------------------------------------------- | ------- | ------ | --- |
|                                             | UEFA                                        | Europe (article)                                          | 54      | 14     | Allemagne Angleterre Belgique Croatie Danemark Espagne France Islande Pologne Portugal Serbie Suède Suisse Russie (pays hôte) |
|                                             | CAF                                         | Afrique (article)                                         | 54      | 5      | Égypte Maroc Nigéria Sénégal Tunisie                                                                                          |
|                                             | CONCACAF                                    | Amérique du Nord, Amérique centrale et Caraïbes (article) | 35      | 3 ou 4 | Costa Rica Mexique Panama |
|                                             | CONMEBOL                                    | Amérique du Sud (article)                                 | 10      | 4 ou 5 | Argentine Brésil Colombie Pérou Uruguay                                                                                       |
|                                             | AFC                                         | Asie (article)                                            | 46      | 4 ou 5 | Arabie Saoudite Corée du Sud Iran Japon Australie                                                                             |
|                                             | OFC                                         | Océanie (article)                                         | 11      | 0 ou 1 | |
| Total incluant la Russie qualifiée d'office | Total incluant la Russie qualifiée d'office | Total incluant la Russie qualifiée d'office               | 211     | 32     | |

Depuis 2006, l'équipe championne du monde en titre n'est plus qualifiée d'office pour la phase finale.
Deux rencontres intercontinentales mettant aux prises quatre équipes distribuent, en novembre 2017, les dernières places entre l'Amérique du Nord, Amérique centrale et Caraïbes (CONCACAF), l'Amérique du Sud (CONMEBOL), l'Asie (AFC) et l'Océanie (OFC). Les confrontations sont déterminées par tirage au sort.

## Résultats des qualifications par confédération
Dans les phases de qualification jouées en groupe selon le système de championnat, en cas d’égalité de points de plusieurs équipes à l'issue de la dernière journée, les critères suivants sont appliqués dans l'ordre indiqué pour établir leur classement :

- Meilleure différence de buts
- Plus grand nombre de buts marqués

Si, après l'application des deux premiers critères, plusieurs équipes sont toujours à égalité, les critères suivants s’appliquent :
- Plus grand nombre de points obtenus dans les rencontres entre les équipes concernées
- Meilleure différence de buts dans les rencontres entre les équipes concernées
- Plus grand nombre de buts marqués lors des rencontres entre les équipes concernées
- Plus grand nombre de buts marqués à l’extérieur dans les rencontres entre les équipes concernées (s'il il n'y en a que deux)
- Match d'appui sur terrain neutre

### Asie (AFC)
Le comité exécutif de l'AFC s'est regroupé le 16 avril 2014 pour valider l'organisation des éliminatoires pour la Coupe du monde 2018 :
- Premier tour : les  douze équipes asiatiques les moins bien classés par la FIFA s'affrontent en matchs aller-retour à élimination directe afin de réduire le nombre de participants au deuxième tour à 40.
- Deuxième tour : les 40 équipes sont divisées en huit groupes de cinq et se rencontrent en matchs aller-retour au sein de chaque groupe. Les premiers de chaque groupe accèdent au troisième tour, ainsi que les quatre meilleurs deuxièmes.
- Troisième tour : les 12 équipes qualifiées sont divisées en deux groupes de six et se rencontrent en matchs aller-retour au sein de chaque groupe. Les deux premiers de chaque groupe sont directement qualifiés pour la Coupe du monde 2018, alors que les deux troisièmes disputent un quatrième tour.
- Quatrième tour : les deux équipes s'affrontent en matchs aller-retour à élimination directe afin de déterminer l'équipe qualifiée pour le barrage intercontinental contre le 4e de la zone CONCACAF. Le vainqueur de ce barrage est qualifié pour la Coupe du monde 2018.

Le tirage au sort du premier tour s'est déroulé le 10 février 2015 et celui du deuxième tour le 14 avril 2015
Troisième tour :
| Rang | Équipe       | Pts | J  | G | N | P | Bp | Bc | Diff |  | Résultats (▼ dom., ► ext.) |     |     |     |     |     |     |
| ---- | ------------ | --- | -- | - | - | - | -- | -- | ---- |  | -------------------------- | --- | --- | --- | --- | --- | --- |
| 1    | Iran         | 22  | 10 | 6 | 4 | 0 | 10 | 2  | +8   |  | Iran                       |     | 1-0 | 2-2 | 2-0 | 1-0 | 2-0 |
| 2    | Corée du Sud | 15  | 10 | 4 | 3 | 3 | 11 | 10 | +1   |  | Corée du Sud               | 0-0 |     | 1-0 | 2-1 | 3-2 | 3-2 |
| 3    | Syrie        | 13  | 10 | 3 | 4 | 3 | 9  | 8  | +1   |  | Syrie                      | 0-0 | 0-0 |     | 1-0 | 2-2 | 3-1 |
| 4    | Ouzbékistan  | 13  | 10 | 4 | 1 | 5 | 6  | 7  | -1   |  | Ouzbékistan                | 0-1 | 0-0 | 1-0 |     | 2-0 | 1-0 |
| 5    | Chine        | 12  | 10 | 3 | 3 | 4 | 8  | 10 | -2   |  | Chine                      | 0-0 | 1-0 | 0-1 | 1-0 |     | 0-0 |
| 6    | Qatar        | 7   | 10 | 2 | 1 | 7 | 8  | 15 | -7   |  | Qatar                      | 0-1 | 3-2 | 1-0 | 0-1 | 1-2 |     |

| Rang | Équipe              | Pts | J  | G | N | P | Bp | Bc | Diff |  | Résultats (▼ dom., ► ext.) |     |     |     |     |     |     |
| ---- | ------------------- | --- | -- | - | - | - | -- | -- | ---- |  | -------------------------- | --- | --- | --- | --- | --- | --- |
| 1    | Japon               | 20  | 10 | 6 | 2 | 2 | 17 | 7  | +10  |  | Japon                      |     | 2-1 | 2-0 | 1-2 | 2-1 | 4-0 |
| 2    | Arabie saoudite     | 19  | 10 | 6 | 1 | 3 | 17 | 10 | +7   |  | Arabie saoudite            | 1-0 |     | 2-2 | 3-0 | 1-0 | 1-0 |
| 3    | Australie           | 19  | 10 | 5 | 4 | 1 | 16 | 11 | +5   |  | Australie                  | 1-1 | 3-2 |     | 2-0 | 2-0 | 2-1 |
| 4    | Émirats arabes unis | 13  | 10 | 4 | 1 | 5 | 10 | 13 | -3   |  | Émirats arabes unis        | 0-2 | 2-1 | 0-1 |     | 2-0 | 3-1 |
| 5    | Irak                | 11  | 10 | 3 | 2 | 5 | 11 | 12 | -1   |  | Irak                       | 1-1 | 1-2 | 1-1 | 1-0 |     | 4-0 |
| 6    | Thaïlande           | 2   | 10 | 0 | 2 | 8 | 6  | 24 | -18  |  | Thaïlande                  | 0-2 | 0-3 | 2-2 | 1-1 | 1-2 |     |

Barrage de zone :
| Équipe 1 | Résultat | Équipe 2  | Aller | Retour |
| -------- | -------- | --------- | ----- | ------ |
| Syrie    | 2-3      | Australie | 1-1   | 1-2    |

### Afrique (CAF)
Le comité exécutif de la CAF a approuvé le format des qualifications pour la Coupe du monde 2018 le 14 janvier 2015 :
- Premier tour : les vingt-six équipes africaines les moins bien classées par la FIFA s'affrontent en matchs aller-retour à élimination directe. Les treize vainqueurs accèdent au deuxième tour.
- Deuxième tour : les treize vainqueurs du premier tour retrouvent les vingt-sept autres pays de la confédération. Ces quarante nations s'affrontent en matchs aller-retour à élimination directe. Les vingt vainqueurs accèdent au troisième tour.
- Troisième tour : ces vingt nations sont divisées en cinq groupes de quatre équipes et se rencontrent en matchs aller-retour au sein de chaque groupe. Les premiers de chaque groupe sont qualifiées pour la Coupe du monde 2018.

Les tirages au sort des premier et deuxième tour se sont déroulés le 25 juillet 2015.
Troisième tour :
| Rang | Équipe   | Pts | J | G | N | P | Bp | Bc | Diff |  | Résultats (▼ dom., ► ext.) |     |     |     |     |
| ---- | -------- | --- | - | - | - | - | -- | -- | ---- |  | -------------------------- | --- | --- | --- | --- |
| 1    | Tunisie  | 14  | 6 | 4 | 2 | 0 | 11 | 4  | +7   |  | Tunisie                    |     | 2-1 | 0-0 | 2-0 |
| 2    | RD Congo | 13  | 6 | 4 | 1 | 1 | 14 | 7  | +7   |  | RD Congo                   | 2-2 |     | 4-0 | 3-1 |
| 3    | Libye    | 4   | 6 | 1 | 1 | 4 | 4  | 10 | -6   |  | Libye                      | 0-1 | 1-2 |     | 1-0 |
| 4    | Guinée   | 3   | 6 | 1 | 0 | 5 | 6  | 14 | -8   |  | Guinée                     | 1-4 | 1-2 | 3-2 |     |

| Rang | Équipe   | Pts | J | G | N | P | Bp | Bc | Diff |  | Résultats (▼ dom., ► ext.) |     |     |     |     |
| ---- | -------- | --- | - | - | - | - | -- | -- | ---- |  | -------------------------- | --- | --- | --- | --- |
| 1    | Nigeria  | 13  | 6 | 4 | 1 | 1 | 11 | 6  | +5   |  | Nigeria                    |     | 1-0 | 4-0 | 3-1 |
| 2    | Zambie   | 8   | 6 | 2 | 2 | 2 | 8  | 7  | +1   |  | Zambie                     | 1-2 |     | 2-2 | 3-1 |
| 3    | Cameroun | 7   | 6 | 1 | 4 | 1 | 7  | 9  | -2   |  | Cameroun                   | 1-1 | 1-1 |     | 2-0 |
| 4    | Algérie  | 4   | 6 | 1 | 1 | 4 | 6  | 10 | -4   |  | Algérie                    | 3-0 | 0-1 | 1-1 |     |

| Rang | Équipe        | Pts | J | G | N | P | Bp | Bc | Diff |  | Résultats (▼ dom., ► ext.) |     |     |     |     |
| ---- | ------------- | --- | - | - | - | - | -- | -- | ---- |  | -------------------------- | --- | --- | --- | --- |
| 1    | Maroc         | 12  | 6 | 3 | 3 | 0 | 11 | 0  | +11  |  | Maroc                      |     | 0-0 | 3-0 | 6-0 |
| 2    | Côte d'Ivoire | 8   | 6 | 2 | 2 | 2 | 7  | 5  | +2   |  | Côte d'Ivoire              | 0-2 |     | 1-2 | 3-1 |
| 3    | Gabon         | 6   | 6 | 1 | 3 | 2 | 2  | 7  | -5   |  | Gabon                      | 0-0 | 0-3 |     | 0-0 |
| 4    | Mali          | 4   | 6 | 0 | 4 | 2 | 1  | 9  | -8   |  | Mali                       | 0-0 | 0-0 | 0-0 |     |

| Rang | Équipe         | Pts | J | G | N | P | Bp | Bc | Diff |  | Résultats (▼ dom., ► ext.) |     |     |     |     |
| ---- | -------------- | --- | - | - | - | - | -- | -- | ---- |  | -------------------------- | --- | --- | --- | --- |
| 1    | Sénégal        | 14  | 6 | 4 | 2 | 0 | 10 | 3  | +7   |  | Sénégal                    |     | 0-0 | 2-0 | 2-1 |
| 2    | Burkina Faso   | 9   | 6 | 2 | 3 | 1 | 10 | 6  | +4   |  | Burkina Faso               | 2-2 |     | 4-0 | 1-1 |
| 3    | Cap-Vert       | 6   | 6 | 2 | 0 | 4 | 4  | 12 | -8   |  | Cap-Vert                   | 0-2 | 0-2 |     | 2-1 |
| 4    | Afrique du Sud | 4   | 6 | 1 | 1 | 4 | 7  | 10 | -3   |  | Afrique du Sud             | 0-2 | 3-1 | 1-2 |     |

| Rang | Équipe  | Pts | J | G | N | P | Bp | Bc | Diff |  | Résultats (▼ dom., ► ext.) |     |     |     |     |
| ---- | ------- | --- | - | - | - | - | -- | -- | ---- |  | -------------------------- | --- | --- | --- | --- |
| 1    | Égypte  | 13  | 6 | 4 | 1 | 1 | 8  | 4  | +4   |  | Égypte                     |     | 1-0 | 2-0 | 2-1 |
| 2    | Ouganda | 9   | 6 | 2 | 3 | 1 | 3  | 2  | +1   |  | Ouganda                    | 1-0 |     | 0-0 | 1-0 |
| 3    | Ghana   | 7   | 6 | 1 | 4 | 1 | 7  | 5  | +2   |  | Ghana                      | 1-1 | 0-0 |     | 1-1 |
| 4    | Congo   | 2   | 6 | 0 | 2 | 4 | 5  | 12 | -7   |  | Congo                      | 1-2 | 1-1 | 1-5 |     |

### Amérique du Nord, Amérique centrale et Caraïbes (CONCACAF)
Le format de qualification de la zone a été modifié par rapport aux dernières éditions de la compétition,, :
- Premier tour : les quatorze pays les moins bien classés au Classement FIFA de août 2014 pour cette zone s'affrontent en matchs aller-retour à élimination directe. Les sept vainqueurs accèdent au deuxième tour.
- Deuxième tour : les sept vainqueurs du premier tour sont rejoints par les treize pays classés de la 9e à la 21e place selon le même classement FIFA utilisé au premier tour. Ces vingt nations s'affrontent en matchs aller-retour à élimination directe. Les dix vainqueurs accèdent au troisième tour.
- Troisième tour : les dix vainqueurs du deuxième tour sont rejoints par les deux pays classés à la 7e et 8e place selon le même classement FIFA utilisé au premier tour. Ces douze nations s'affrontent en matchs aller-retour à élimination directe. Les six vainqueurs accèdent au quatrième tour.
- Quatrième tour : les six vainqueurs du troisième tour retrouvent les six pays exemptés jusque là, classés de la 1re à la 6e place selon le même classement FIFA utilisé au premier tour. Ces douze nations sont divisées en trois groupes de quatre équipes et se rencontrent en matchs aller-retour au sein de chaque groupe. Les deux premiers de chaque groupe accèdent au cinquième tour.
- Cinquième tour : les six nations restantes sont réunies dans une poule unique et se rencontrent en matchs aller-retour. Les trois premiers sont qualifiés pour la Coupe du monde 2018. Le 4e dispute un barrage intercontinental contre le vainqueur du barrage de la zone Asie. Le vainqueur de ce barrage est qualifié pour la Coupe du monde 2018.

Les tirages au sort du troisième et quatrième tour se sont déroulés le 25 juillet 2015.
Cinquième tour :
| Rang | Équipe            | Pts | J  | G | N | P | Bp | Bc | Diff |  | Résultats (▼ dom., ► ext.) |     |     |     |     |     |     |
| ---- | ----------------- | --- | -- | - | - | - | -- | -- | ---- |  | -------------------------- | --- | --- | --- | --- | --- | --- |
| 1    | Mexique           | 21  | 10 | 6 | 3 | 1 | 16 | 7  | +9   |  | Mexique                    |     | 2-0 | 1-0 | 3-0 | 1-1 | 3-1 |
| 2    | Costa Rica        | 16  | 10 | 4 | 4 | 2 | 14 | 8  | +6   |  | Costa Rica                 | 1-1 |     | 0-0 | 1-1 | 4-0 | 2-1 |
| 3    | Panama            | 13  | 10 | 3 | 4 | 3 | 9  | 10 | -1   |  | Panama                     | 0-0 | 2-1 |     | 2-2 | 1-1 | 3-0 |
| 4    | Honduras          | 13  | 10 | 3 | 4 | 3 | 13 | 19 | -6   |  | Honduras                   | 3-2 | 1-1 | 0-1 |     | 1-1 | 3-1 |
| 5    | États-Unis        | 12  | 10 | 3 | 3 | 4 | 17 | 13 | +4   |  | États-Unis                 | 1-2 | 0-2 | 4-0 | 6-0 |     | 2-0 |
| 6    | Trinité-et-Tobago | 6   | 10 | 2 | 0 | 8 | 7  | 19 | -12  |  | Trinité-et-Tobago          | 0-1 | 0-2 | 1-0 | 1-2 | 2-1 |     |

#### Barrage Amérique du Nord, Centrale et Caraïbes - Asie
| Équipe 1 | Résultat | Équipe 2  | Aller | Retour |
| -------- | -------- | --------- | ----- | ------ |
| Honduras | 1-3      | Australie | 0-0   | 1-3    |

### Amérique du Sud (CONMEBOL)
Les dix nations sont réunies au sein d'une poule unique et se rencontrent en matchs aller-retour. Les quatre premiers sont qualifiés pour la Coupe du monde 2018. Le 5e dispute un barrage intercontinental contre le vainqueur de la zone Océanie. Le vainqueur du barrage est qualifié pour la Coupe du monde 2018. 
| Rang | Équipe    | Pts | J  | G  | N | P  | Bp | Bc | Diff |  | Résultats (▼ dom., ► ext.) |     |     |     |     |     |     |     |     |     |     |
| ---- | --------- | --- | -- | -- | - | -- | -- | -- | ---- |  | -------------------------- | --- | --- | --- | --- | --- | --- | --- | --- | --- | --- |
| 1    | Brésil    | 41  | 18 | 12 | 5 | 1  | 41 | 11 | +30  |  | Brésil                     |     | 2-2 | 3-0 | 2-1 | 3-0 | 3-0 | 3-0 | 2-0 | 5-0 | 3-1 |
| 2    | Uruguay   | 31  | 18 | 9  | 4 | 5  | 32 | 20 | +12  |  | Uruguay                    | 1-4 |     | 0-0 | 3-0 | 1-0 | 3-0 | 4-0 | 2-1 | 4-2 | 3-0 |
| 3    | Argentine | 28  | 18 | 7  | 7 | 4  | 19 | 16 | +3   |  | Argentine                  | 1-1 | 1-0 |     | 3-0 | 0-0 | 1-0 | 0-1 | 0-2 | 2-0 | 1-1 |
| 4    | Colombie  | 27  | 18 | 7  | 6 | 5  | 21 | 19 | +2   |  | Colombie                   | 1-1 | 2-2 | 0-1 |     | 2-0 | 0-0 | 1-2 | 3-1 | 1-0 | 2-0 |
| 5    | Pérou     | 26  | 18 | 7  | 5 | 6  | 27 | 26 | +1   |  | Pérou                      | 0-2 | 2-1 | 2-2 | 1-1 |     | 3-4 | 1-0 | 2-1 | 2-1 | 2-2 |
| 6    | Chili     | 26  | 18 | 8  | 2 | 8  | 26 | 27 | -1   |  | Chili                      | 2-0 | 3-1 | 1-2 | 1-1 | 2-1 |     | 0-3 | 2-1 | 3-0 | 3-1 |
| 7    | Paraguay  | 24  | 18 | 7  | 3 | 8  | 19 | 25 | -6   |  | Paraguay                   | 2-2 | 1-2 | 0-0 | 0-1 | 1-4 | 2-1 |     | 2-1 | 2-1 | 0-1 |
| 8    | Équateur  | 20  | 18 | 6  | 2 | 10 | 25 | 26 | -1   |  | Équateur                   | 0-3 | 2-1 | 1-3 | 0-2 | 1-2 | 3-0 | 2-2 |     | 2-0 | 3-0 |
| 9    | Bolivie   | 14  | 18 | 4  | 2 | 12 | 16 | 38 | -22  |  | Bolivie                    | 0-0 | 0-2 | 2-0 | 2-3 | 0-3 | 1-0 | 1-0 | 2-2 |     | 4-2 |
| 10   | Venezuela | 12  | 18 | 2  | 6 | 10 | 19 | 35 | -16  |  | Venezuela                  | 0-2 | 0-0 | 2-2 | 0-0 | 2-2 | 1-4 | 0-1 | 1-3 | 5-0 |     |

#### Barrage Amérique du Sud - Océanie
| Équipe 1 | Résultat | Équipe 2         | Aller | Retour |
| -------- | -------- | ---------------- | ----- | ------ |
| Pérou    | 2-0      | Nouvelle-Zélande | 0-0   | 2-0    |

### Océanie (OFC)
Le comité exécutif de l'OFC s'est regroupé les 29 mars et 10 octobre 2014 pour valider l'organisation des éliminatoires pour la Coupe du monde 2018 qui se trouve être également la Coupe d'Océanie 2016 :
- Deuxième tour : les six équipes restantes sont réunies en 2 poules et se rencontrent en matchs aller-retour entre le 7 novembre 2016 et le 13 juin 2017. Les premiers de chaque poule se rencontrent dans un barrage de zone en matchs aller-retour dont le vainqueur dispute un barrage intercontinental contre le 5e de la zone CONMEBOL. Le vainqueur de cette double confrontation est qualifié pour la Coupe du monde 2018.

Deuxième tour :
| Rang | Équipe             | Pts | J | G | N | P | Bp | Bc | Diff |  | Résultats (▼ dom., ► ext.) |     |     |     |
| ---- | ------------------ | --- | - | - | - | - | -- | -- | ---- |  | -------------------------- | --- | --- | --- |
| 1    | Nouvelle-Zélande   | 10  | 4 | 3 | 1 | 0 | 6  | 0  | +6   |  | Nouvelle-Zélande           |     | 2-0 | 2-0 |
| 2    | Nouvelle-Calédonie | 5   | 4 | 1 | 2 | 1 | 4  | 5  | -1   |  | Nouvelle-Calédonie         | 0-0 |     | 2-1 |
| 3    | Fidji              | 1   | 4 | 0 | 1 | 3 | 3  | 8  | -5   |  | Fidji                      | 0-2 | 2-2 |     |

| Rang | Équipe                    | Pts | J | G | N | P | Bp | Bc | Diff |  | Résultats (▼ dom., ► ext.) |     |     |     |
| ---- | ------------------------- | --- | - | - | - | - | -- | -- | ---- |  | -------------------------- | --- | --- | --- |
| 1    | Îles Salomon              | 9   | 4 | 3 | 0 | 1 | 6  | 6  | 0    |  | Îles Salomon               |     | 1-0 | 3-2 |
| 2    | Tahiti                    | 6   | 4 | 2 | 0 | 2 | 7  | 4  | +3   |  | Tahiti                     | 3-0 |     | 1-2 |
| 3    | Papouasie-Nouvelle-Guinée | 3   | 4 | 1 | 0 | 3 | 6  | 9  | -3   |  | Papouasie-Nouvelle-Guinée  | 1-2 | 1-3 |     |

Barrage de zone :
| Équipe 1         | Résultat | Équipe 2     | Aller | Retour |
| ---------------- | -------- | ------------ | ----- | ------ |
| Nouvelle-Zélande | 8-3      | Îles Salomon | 6-1   | 2-2    |

#### Barrage Océanie - Amérique du Sud
| Équipe 1         | Résultat | Équipe 2 | Aller | Retour |
| ---------------- | -------- | -------- | ----- | ------ |
| Nouvelle-Zélande | 0-2      | Pérou    | 0-0   | 0-2    |

### Europe (UEFA)
La Russie étant qualifiée en tant qu'organisateur, le format des qualifications de la zone Europe pour les cinquante-quatre équipes restantes a été confirmé par le comité exécutif de l'UEFA  les 22 et 23 mars 2015 à Vienne, :
- Premier tour : cinquante-quatre nations sont divisées en neuf groupes de six équipes et se rencontrent en matchs aller-retour au sein de chaque groupe. L'UEFA ajoute Gibraltar dans le groupe H et le Kosovo dans le groupe I à la suite de leur affiliation à la FIFA le 13 mai 2016. Les premiers de chaque groupe sont qualifiés pour la Coupe du monde 2018. Les huit meilleurs deuxièmes sont qualifiés pour le second tour (matchs de barrage).
- Deuxième tour : les huit meilleurs deuxièmes s'affrontent en matchs aller-retour à élimination directe. Les quatre vainqueurs sont qualifiés pour la Coupe du monde 2018.

Le tirage au sort du premier tour s'est déroulé le 25 juillet 2015.
Premier tour :
| Rang | Équipe      | Pts | J  | G | N | P | Bp | Bc | Diff |  | Résultats (▼ dom., ► ext.) |     |     |     |     |     |     |
| ---- | ----------- | --- | -- | - | - | - | -- | -- | ---- |  | -------------------------- | --- | --- | --- | --- | --- | --- |
| 1    | France      | 23  | 10 | 7 | 2 | 1 | 18 | 6  | +12  |  | France                     |     | 2-1 | 4-0 | 4-1 | 0-0 | 2-1 |
| 2    | Suède       | 19  | 10 | 6 | 1 | 3 | 26 | 9  | +17  |  | Suède                      | 2-1 |     | 1-1 | 3-0 | 8-0 | 4-0 |
| 3    | Pays-Bas    | 19  | 10 | 6 | 1 | 3 | 21 | 12 | +9   |  | Pays-Bas                   | 0-1 | 2-0 |     | 3-1 | 5-0 | 4-1 |
| 4    | Bulgarie    | 13  | 10 | 4 | 1 | 5 | 14 | 19 | -5   |  | Bulgarie                   | 0-1 | 3-2 | 2-0 |     | 4-3 | 1-0 |
| 5    | Luxembourg  | 6   | 10 | 1 | 3 | 6 | 7  | 25 | -18  |  | Luxembourg                 | 1-3 | 0-1 | 1-3 | 1-1 |     | 1-0 |
| 6    | Biélorussie | 5   | 10 | 1 | 2 | 7 | 6  | 21 | -15  |  | Biélorussie                | 0-0 | 0-4 | 1-3 | 2-1 | 1-1 |     |

| Rang | Équipe     | Pts | J  | G | N | P | Bp | Bc | Diff |  | Résultats (▼ dom., ► ext.) |     |     |     |     |     |     |
| ---- | ---------- | --- | -- | - | - | - | -- | -- | ---- |  | -------------------------- | --- | --- | --- | --- | --- | --- |
| 1    | Portugal   | 27  | 10 | 9 | 0 | 1 | 32 | 4  | +28  |  | Portugal                   |     | 2-0 | 3-0 | 5-1 | 4-1 | 6-0 |
| 2    | Suisse     | 27  | 10 | 9 | 0 | 1 | 23 | 7  | +16  |  | Suisse                     | 2-0 |     | 5-2 | 2-0 | 1-0 | 3-0 |
| 3    | Hongrie    | 13  | 10 | 4 | 1 | 5 | 14 | 14 | 0    |  | Hongrie                    | 0-1 | 2-3 |     | 1-0 | 3-1 | 4-0 |
| 4    | Îles Féroé | 9   | 10 | 2 | 3 | 5 | 4  | 16 | -12  |  | Îles Féroé                 | 0-6 | 0-2 | 0-0 |     | 0-0 | 1-0 |
| 5    | Lettonie   | 7   | 10 | 2 | 1 | 7 | 7  | 18 | -11  |  | Lettonie                   | 0-3 | 0-3 | 0-2 | 0-2 |     | 4-0 |
| 6    | Andorre    | 4   | 10 | 1 | 1 | 8 | 2  | 23 | -21  |  | Andorre                    | 0-2 | 1-2 | 1-0 | 0-0 | 0-1 |     |

| Rang | Équipe          | Pts | J  | G  | N | P  | Bp | Bc | Diff |  | Résultats (▼ dom., ► ext.) |     |     |     |     |     |     |
| ---- | --------------- | --- | -- | -- | - | -- | -- | -- | ---- |  | -------------------------- | --- | --- | --- | --- | --- | --- |
| 1    | Allemagne       | 30  | 10 | 10 | 0 | 0  | 43 | 4  | +39  |  | Allemagne                  |     | 2-0 | 3-0 | 6-0 | 5-1 | 7-0 |
| 2    | Irlande du Nord | 19  | 10 | 6  | 1 | 3  | 17 | 6  | +11  |  | Irlande du Nord            | 1-3 |     | 2-0 | 2-0 | 4-0 | 4-0 |
| 3    | Tchéquie        | 15  | 10 | 4  | 3 | 3  | 17 | 10 | +7   |  | Tchéquie                   | 1-2 | 0-0 |     | 2-1 | 0-0 | 5-0 |
| 4    | Norvège         | 13  | 10 | 4  | 1 | 5  | 17 | 16 | +1   |  | Norvège                    | 0-3 | 1-0 | 1-1 |     | 2-0 | 4-1 |
| 5    | Azerbaïdjan     | 10  | 10 | 3  | 1 | 6  | 10 | 19 | -9   |  | Azerbaïdjan                | 1-4 | 0-1 | 1-2 | 1-0 |     | 5-1 |
| 6    | Saint-Marin     | 0   | 10 | 0  | 0 | 10 | 2  | 51 | -49  |  | Saint-Marin                | 0-8 | 0-3 | 0-6 | 0-8 | 0-1 |     |

| Rang | Équipe               | Pts | J  | G | N | P | Bp | Bc | Diff |  | Résultats (▼ dom., ► ext.) |     |     |     |     |     |     |
| ---- | -------------------- | --- | -- | - | - | - | -- | -- | ---- |  | -------------------------- | --- | --- | --- | --- | --- | --- |
| 1    | Serbie               | 21  | 10 | 6 | 3 | 1 | 20 | 10 | +10  |  | Serbie                     |     | 2-2 | 1-1 | 3-2 | 1-0 | 3-0 |
| 2    | République d'Irlande | 19  | 10 | 5 | 4 | 1 | 12 | 6  | +6   |  | République d'Irlande       | 0-1 |     | 0-0 | 1-1 | 1-0 | 2-0 |
| 3    | Pays de Galles       | 17  | 10 | 4 | 5 | 1 | 13 | 6  | +7   |  | Pays de Galles             | 1-1 | 0-1 |     | 1-0 | 1-1 | 4-0 |
| 4    | Autriche             | 15  | 10 | 4 | 3 | 3 | 14 | 12 | +2   |  | Autriche                   | 3-2 | 0-1 | 2-2 |     | 1-1 | 2-0 |
| 5    | Géorgie              | 5   | 10 | 0 | 5 | 5 | 8  | 14 | -6   |  | Géorgie                    | 1-3 | 1-1 | 0-1 | 1-2 |     | 1-1 |
| 6    | Moldavie             | 2   | 10 | 0 | 2 | 8 | 4  | 23 | -19  |  | Moldavie                   | 0-3 | 1-3 | 0-2 | 0-1 | 2-2 |     |

| Rang | Équipe     | Pts | J  | G | N | P | Bp | Bc | Diff |  | Résultats (▼ dom., ► ext.) |     |     |     |     |     |     |
| ---- | ---------- | --- | -- | - | - | - | -- | -- | ---- |  | -------------------------- | --- | --- | --- | --- | --- | --- |
| 1    | Pologne    | 25  | 10 | 8 | 1 | 1 | 28 | 14 | +14  |  | Pologne                    |     | 3-2 | 4-2 | 3-1 | 2-1 | 3-0 |
| 2    | Danemark   | 20  | 10 | 6 | 2 | 2 | 20 | 8  | +12  |  | Danemark                   | 4-0 |     | 0-1 | 1-1 | 1-0 | 4-1 |
| 3    | Monténégro | 16  | 10 | 5 | 1 | 4 | 20 | 12 | +8   |  | Monténégro                 | 1-2 | 0-1 |     | 1-0 | 4-1 | 5-0 |
| 4    | Roumanie   | 13  | 10 | 3 | 4 | 3 | 12 | 10 | +2   |  | Roumanie                   | 0-3 | 0-0 | 1-1 |     | 1-0 | 3-1 |
| 5    | Arménie    | 7   | 10 | 2 | 1 | 7 | 10 | 26 | -16  |  | Arménie                    | 1-6 | 1-4 | 3-2 | 0-5 |     | 2-0 |
| 6    | Kazakhstan | 3   | 10 | 0 | 3 | 7 | 6  | 26 | -20  |  | Kazakhstan                 | 2-2 | 1-3 | 0-3 | 0-0 | 1-1 |     |

| Rang | Équipe     | Pts | J  | G | N | P | Bp | Bc | Diff |  | Résultats (▼ dom., ► ext.) |     |     |     |     |     |     |
| ---- | ---------- | --- | -- | - | - | - | -- | -- | ---- |  | -------------------------- | --- | --- | --- | --- | --- | --- |
| 1    | Angleterre | 26  | 10 | 8 | 2 | 0 | 18 | 3  | +15  |  | Angleterre                 |     | 2-1 | 3-0 | 1-0 | 2-0 | 2-0 |
| 2    | Slovaquie  | 18  | 10 | 6 | 0 | 4 | 17 | 7  | +10  |  | Slovaquie                  | 0-1 |     | 3-0 | 1-0 | 4-0 | 3-0 |
| 3    | Écosse     | 18  | 10 | 5 | 3 | 2 | 17 | 12 | +5   |  | Écosse                     | 2-2 | 1-0 |     | 1-0 | 1-1 | 2-0 |
| 4    | Slovénie   | 15  | 10 | 4 | 3 | 3 | 12 | 7  | +5   |  | Slovénie                   | 0-0 | 1-0 | 2-2 |     | 4-0 | 2-0 |
| 5    | Lituanie   | 6   | 10 | 1 | 3 | 6 | 7  | 20 | -13  |  | Lituanie                   | 0-1 | 1-2 | 0-3 | 2-2 |     | 2-0 |
| 6    | Malte      | 1   | 10 | 0 | 1 | 9 | 3  | 25 | -22  |  | Malte                      | 0-4 | 1-3 | 1-5 | 0-1 | 1-1 |     |

| Rang | Équipe        | Pts | J  | G | N | P  | Bp | Bc | Diff |  | Résultats (▼ dom., ► ext.) |     |     |     |     |     |     |
| ---- | ------------- | --- | -- | - | - | -- | -- | -- | ---- |  | -------------------------- | --- | --- | --- | --- | --- | --- |
| 1    | Espagne       | 28  | 10 | 9 | 1 | 0  | 36 | 3  | +33  |  | Espagne                    |     | 3-0 | 3-0 | 4-1 | 4-0 | 8-0 |
| 2    | Italie        | 23  | 10 | 7 | 2 | 1  | 21 | 8  | +13  |  | Italie                     | 1-1 |     | 2-0 | 1-0 | 1-1 | 5-0 |
| 3    | Albanie       | 13  | 10 | 4 | 1 | 5  | 10 | 13 | -3   |  | Albanie                    | 0-2 | 0-1 |     | 0-3 | 2-1 | 2-0 |
| 4    | Israël        | 12  | 10 | 4 | 0 | 6  | 10 | 15 | -5   |  | Israël                     | 0-1 | 1-3 | 0-3 |     | 0-1 | 2-1 |
| 5    | Macédoine     | 11  | 10 | 3 | 2 | 5  | 15 | 15 | 0    |  | Macédoine                  | 1-2 | 2-3 | 1-1 | 1-2 |     | 4-0 |
| 6    | Liechtenstein | 0   | 10 | 0 | 0 | 10 | 1  | 39 | -38  |  | Liechtenstein              | 0-8 | 0-4 | 0-2 | 0-1 | 0-3 |     |

| Rang | Équipe             | Pts | J  | G | N | P  | Bp | Bc | Diff |  | Résultats (▼ dom., ► ext.) |     |     |     |     |     |     |
| ---- | ------------------ | --- | -- | - | - | -- | -- | -- | ---- |  | -------------------------- | --- | --- | --- | --- | --- | --- |
| 1    | Belgique           | 28  | 10 | 9 | 1 | 0  | 43 | 6  | +37  |  | Belgique                   |     | 1-1 | 4-0 | 8-1 | 4-0 | 9-0 |
| 2    | Grèce              | 19  | 10 | 5 | 4 | 1  | 17 | 6  | +11  |  | Grèce                      | 1-2 |     | 1-1 | 0-0 | 2-0 | 4-0 |
| 3    | Bosnie-Herzégovine | 17  | 10 | 5 | 2 | 3  | 24 | 13 | +11  |  | Bosnie-Herzégovine         | 3-4 | 0-0 |     | 5-0 | 2-0 | 5-0 |
| 4    | Estonie            | 11  | 10 | 3 | 2 | 5  | 13 | 19 | -6   |  | Estonie                    | 0-2 | 0-2 | 1-2 |     | 1-0 | 4-0 |
| 5    | Chypre             | 10  | 10 | 3 | 1 | 6  | 9  | 18 | -9   |  | Chypre                     | 0-3 | 1-2 | 3-2 | 0-0 |     | 3-1 |
| 6    | Gibraltar          | 0   | 10 | 0 | 0 | 10 | 3  | 47 | -44  |  | Gibraltar                  | 0-6 | 1-4 | 0-4 | 0-6 | 1-2 |     |

| Rang | Équipe   | Pts | J  | G | N | P | Bp | Bc | Diff |  | Résultats (▼ dom., ► ext.) |     |     |     |     |     |     |
| ---- | -------- | --- | -- | - | - | - | -- | -- | ---- |  | -------------------------- | --- | --- | --- | --- | --- | --- |
| 1    | Islande  | 22  | 10 | 7 | 1 | 2 | 16 | 7  | +9   |  | Islande                    |     | 1-0 | 2-0 | 2-0 | 3-2 | 2-0 |
| 2    | Croatie  | 20  | 10 | 6 | 2 | 2 | 15 | 4  | +11  |  | Croatie                    | 2-0 |     | 1-0 | 1-1 | 1-1 | 1-0 |
| 3    | Ukraine  | 17  | 10 | 5 | 2 | 3 | 13 | 9  | +4   |  | Ukraine                    | 1-1 | 0-2 |     | 2-0 | 1-0 | 3-0 |
| 4    | Turquie  | 15  | 10 | 4 | 3 | 3 | 14 | 13 | +1   |  | Turquie                    | 0-3 | 1-0 | 2-2 |     | 2-0 | 2-0 |
| 5    | Finlande | 9   | 10 | 2 | 3 | 5 | 9  | 13 | -4   |  | Finlande                   | 1-0 | 0-1 | 1-2 | 2-2 |     | 1-1 |
| 6    | Kosovo   | 1   | 10 | 0 | 1 | 9 | 3  | 24 | -21  |  | Kosovo                     | 1-2 | 0-6 | 0-2 | 1-4 | 0-1 |     |

#### Deuxième tour: barrages
Les huit meilleurs deuxièmes qualifiés pour ce deuxième tour sont placés en fonction du classement FIFA d'octobre 2017 dans deux chapeaux pour le tirage au sort des quatre confrontations en élimination directe par matchs aller-retour.
Pour déterminer les huit équipes qualifiées pour disputer les barrages, seules sont prises en compte les rencontres entre les 1er, 3e, 4e et 5e du groupe, ce qui ne change toutefois pas le classement.
Les vainqueurs de ces confrontations sont qualifiés pour la Coupe du monde 2018.
| Rang | Équipe                       | Pts | J | G | N | P | Bp | Bc | Diff |
| ---- | ---------------------------- | --- | - | - | - | - | -- | -- | ---- |
| 1    | Suisse (gr. B)               | 21  | 8 | 7 | 0 | 1 | 18 | 6  | +12  |
| 2    | Italie (gr. G)               | 17  | 8 | 5 | 2 | 1 | 12 | 8  | +4   |
| 3    | Danemark (gr. E)             | 14  | 8 | 4 | 2 | 2 | 13 | 6  | +7   |
| 4    | Croatie (gr. I)              | 14  | 8 | 4 | 2 | 2 | 8  | 4  | +4   |
| 5    | Suède (gr. A)                | 13  | 8 | 4 | 1 | 3 | 18 | 9  | +9   |
| 6    | Irlande du Nord (gr. C)      | 13  | 8 | 4 | 1 | 3 | 10 | 6  | +4   |
| 7    | Grèce (gr. H)                | 13  | 8 | 3 | 4 | 1 | 9  | 5  | +4   |
| 8    | République d'Irlande (gr. D) | 13  | 8 | 3 | 4 | 1 | 8  | 6  | +2   |
| 9    | Slovaquie (gr. F)            | 12  | 8 | 4 | 0 | 4 | 11 | 6  | +5   |

La Slovaquie est écartée à ce stade en tant que moins bon deuxième.
| Tête de série | Non Tête de série-   |
| ------------- | -------------------- |
| Suisse        | Irlande du Nord      |
| Italie        | République d'Irlande |
| Croatie       | Grèce                |
| Danemark      | Suède                |

Les matchs aller ont lieu sur le terrain de l'Équipe 1.
| Équipe 1        | Résultat | Équipe 2             | Aller | Retour |
| --------------- | -------- | -------------------- | ----- | ------ |
| Irlande du Nord | 0-1      | Suisse               | 0-1   | 0-0    |
| Croatie         | 4-1      | Grèce                | 4-1   | 0-0    |
| Danemark        | 5-1      | République d'Irlande | 0-0   | 5-1    |
| Suède           | 1-0      | Italie               | 1-0   | 0-0    |